# Gare de Berlin Greifswalder Straße
La gare de Berlin Greifswalder Straße est une gare ferroviaire à Berlin, sur le Ringbahn.
Elle se situe au bout de la rue du même nom (de).

## Histoire
La gare ouvre en 1875 dans le cadre de la création du Ringbahn sous le nom de Weißensee, du nom du quartier voisin. La gare se situe d'abord à l'ouest de la Greifswalder Straße, mais elle passe à l'est en 1889-1890.
L'électrification a lieu en février 1929. En octobre 1946, la gare prend le nom de Greifswalder Straße.
Dans les années 1980, au sud-ouest de la gare, on construit à la place d'une ancienne usine gazière un Plattenbau, la gare est modernisée à cette occasion, une liaison est faite entre la S-Bahn et le tramway. Au moment de la fin des travaux le 15 avril 1986, la cité et la gare sont baptisés Ernst-Thälmann-Park.
Après la réunification, le nom de Greifswalder Straße revient le 23 mai 1993 tandis que la cité garde le nom d'Ernst-Thälmann-Park.
Début 2007, on installe dans la gare un snack et un kiosque à journaux.

## Service des voyageurs

### Intermodalité
La gare se trouve sur les lignes de la Ringbahn S41 und S42 ainsi que les lignes S8, S85 et S9. Elle fournit également une possibilité de changer vers la ligne de tramway M4.